# Ácido lunulárico
El ácido lunulárico  es un dihidrostilbenoide encontrado en el musgo Lunularia cruciata y en las raíces de Hydrangea macrophylla.
Una descarboxilasa del ácido lunulárico se ha detectado de la agrimonia Conocephalum conicum.